# Secuestro de Lloyd Aéreo Boliviano en 1956
El Secuestro de Lloyd Aéreo Boliviano ocurrió el 28 de septiembre de 1956, involucrando a un Douglas DC-4 de Lloyd Aéreo Boliviano con una ruta programada desde Santa Cruz a La Paz, Bolivia. Este fue el primer secuestro aéreo en el mundo con fines políticos. El avión fue secuestrado y obligado a aterrizar en el Aeropuerto Internacional de Salta, en Argentina.

## Antecedentes
En 1956, Bolivia estaba bajo el gobierno de la Revolución Nacional, liderado por Hernán Siles Zuazo. Este periodo se caracterizó por una fuerte represión política, especialmente contra los opositores del gobierno. El Control Político, una organización temida, encarcelaba a muchos disidentes políticos. La situación política era tensa.
El secuestro fue planeado por un grupo de presos políticos y sus simpatizantes. El objetivo era desviar la atención internacional hacia la situación política en Bolivia y lograr la liberación de los presos. El avión estaba programado para volar desde Santa Cruz de la Sierra a La Paz, el 28 de septiembre de 1956, donde un grupo político los esperaría para llevarlos a un campo de concentración en Carangas, Oruro. Los presos políticos eran en su mayoría miembros del partido opositor Falange Socialista Boliviana (FSB).

## Secuestro
El avión despegó con 47 presos políticos y 7 agentes del Control Político. Durante el vuelo, un pasajero identificado como Pinto amenazó al capitán Marcelo Estenssoro y a su copiloto, Hugo Vargas, con un revólver. Ellos intentaron arrebatarle el arma, mientras que los presos se dieron cuenta de lo que sucedía y se levantaron, gritaron, y atacaron a los agentes intermedios. Mientras el copiloto extendió la mano para extraer la pistola, el capitán intentó ponerse de pie, pero soltó la palanca de mando, y el avión se precipitó en picada al vacío. Reponiéndose el capitán, Saúl Pinto jaló del brazo al piloto, ocupó su lugar y estabilizó el aparato a menos de 2.000 metros de tocar tierra, para luego maniobrar y retomar altura. Tras un arduo intento de resistencia de los pilotos, Pinto logró tomar el control del avión, Mario Diamond tomó el lugar del copiloto. Pinto accedió a la sugerencia del capitán Estenssoro de supervisar técnicamente el vuelo. A las 7:30, el avión traspasó la frontera de Bolivia y Argentina.
Poco después, Pinto solicitó a la torre de control para descender y aterrizar en el Aeropuerto de Salta, en Argentina. a las 8:00, la torre de control les da las instrucciones para el aterrizaje, una vez en tierra, se apagaron los motores. Una fracción del Regimiento Quinto de Artillería rodeó el aparato, por un altavoz pidieron la presencia del capitán de la nave, bajaron Saúl Pinto y el capitán Marcelo Estenssoro. Pinto informó rápidamente sobre lo sucedido, las autoridades se comunicaron con el Gobierno Federal en Buenos Aires para informar. Cuarenta y siete liberados, cinco tripulantes y cinco agentes descendieron de la nave. El comandante de la guarnición de Salta, el general Saravia, les dio la bienvenida. En el límite enmallado, la población salteña aclama a los bolivianos.
Dos médicos esperaban en la terminal para los primeros auxilios. El Gobierno argentino concedió asilo a los 47 bolivianos. Al mediodía, toda Bolivia conoció la noticia por una transmisión de Radio Belgrano de Buenos Aires, que a su vez retransmitió la BBC de Londres.

## Concecuencias
El secuestro atrajo la atención internacional y puso en evidencia la situación política en Bolivia. Los secuestradores fueron arrestados en Argentina, pero el evento generó un debate sobre los derechos humanos y la represión política en Bolivia.